# Trabajo no remunerado
El trabajo no remunerado o trabajo no pagado es aquel que se realiza sin recibir algún pago o remuneración a cambio. Y, se vincula principalmente con el trabajo doméstico y las labores de cuidado de las infancias, personas de la tercera edad, personas con discapacidad y/o personas enfermas.

## Trabajo social y trabajo no productivo
Es una forma de trabajo fuera del mercado que puede clasificar en una de dos categorías:
- El  trabajo no remunerado que se coloca dentro del límite de producción del sistema de contabilidad nacional (SCN) tales como el producto interno bruto.
- El trabajo no remunerado que queda fuera de la frontera de producción (trabajo no incluido en el SCN), como el trabajo doméstico que se produce dentro de los hogares para su consumo.[3]

El trabajo no remunerado es visible en muchas formas y no se limita a las actividades dentro del hogar. Otros tipos de actividades laborales no remuneradas incluyen el voluntariado como una forma de trabajo de caridad y la pasantía como una forma de empleo no remunerado.
Según las encuestas sobre el uso del tiempo recopiladas por la División de Estadísticas de las Naciones Unidas (DENU), las mujeres son las principales encargadas del trabajo no remunerado a nivel mundial. Esta división desigual del trabajo no remunerado dentro de los hogares tiene implicaciones para la participación de las mujeres tanto en el ámbito público como en el privado. Una forma común de trabajo no remunerado es el trabajo doméstico no remunerado. La carga de este tipo de trabajo no remunerado generalmente recae sobre las mujeres en el hogar. Dedicar tanto tiempo al trabajo doméstico no remunerado tiene grandes efectos sobre las mujeres y su participación en el mercado laboral, lo que, en consecuencia, afecta a los niños, la sociedad y el estado.